# Khaled Al-Senani
Khaled Al-Senani (Arabic:خالد السناني) (sinh ngày 4 tháng 10 năm 1989) là một cầu thủ bóng đá người Các Tiểu vương quốc Ả Rập Thống nhất. Hiện tại anh thi đấu cho Al Jazira.